# Катастрофа Let L-410 под Геленджиком
Катастрофа Let L-410 под Геленджиком — авиационная катастрофа пассажирского самолёта L-410M (Лет Л-410М) предприятия Аэрофлот, произошедшая в четверг 7 января 1982 года близ Геленджика, при этом погибли 18 человек.

## Самолёт
Let L-410M Turbolet с регистрационным номером CCCP-67290 (заводской — 781101, серийный — 11-01) был выпущен 31 октября 1978 года заводом «Let» в Чехословакии. Лайнер передали заказчику — Министерству гражданской авиации Советского Союза, которое к 21 ноября направило его в Сухумский (297-й) объединённый авиационный отряд Грузинского управления гражданской авиации. Пассажировместимость салона составляла 16 мест. Общая наработка борта 67290 составляла 1895 часов и 3747 циклов «взлёт-посадка».

## Экипаж
- Командир воздушного судна — Дигич Степан Степанович
- Второй пилот — Луценко Виктор Леонидович

## Катастрофа
Самолёт выполнял пассажирский рейс Г-96 из Новороссийска в Батуми с промежуточной посадкой в Сухуми. Полёт до Сухуми должен был проходить в ложбине, где согласно прогнозу погоды ожидался ливневый дождь, слоисто-кучевые и кучево-дождевые облака с разрывами и нижней границей 300—500 метров, ветер на данной высоте 230° 50 км/ч (юго-западный 14 м/с), видимость 4-6 километров. В 13:25 (12:25 МСК) с 16 пассажирами и 2 членами экипажа на борту рейс 96 вылетел из Новороссийского аэропорта.
Выполнив взлёт и набор высоты, экипаж доложил в диспетчерский центр Новороссийск о проходе траверза Кабардинки, а также занятие высоты 450 метров. После этого в 13:28 пилоты перешли на связь с диспетчерским центром местных воздушных линий в Геленджике. Диспетчер передал им, что они находятся в 12 километрах от аэропорта Геленджик по азимуту 290°, а также дал условия входа в зону. Через минуту (13:29) рейс 96 разошёлся со встречным самолётом, после чего диспетчер спросил у экипажа их расчётное время выхода из зоны. В ответ с самолёта передали, что рассчитывают пройти траверз ОПРС Джубга в 13:40. Тогда диспетчер дал указание сообщить выход из зоны, что экипаж подтвердил в 13:29:17. Это был последний радиообмен с самолётом. Согласно радиолокатору, до удаления в 18 километров от Геленджикского аэропорта авиалайнер следовал по трассе, после чего был закрыт горами.
Когда самолёт исчез и не прибыл в Сухуми, были начаты его поиски. Ночью 10 января, то есть спустя двое с половиной суток, наземная поисковая группа обнаружила борт 67290 на горе высотой 365 метров в 22 километрах от Геленджика и близ села Прасковеевка. Уклонившись влево  от трассы, летящий на высоте 250 метров авиалайнер в 13:35 (12:35 МСК) врезался в деревья на склоне, после чего упал на землю, частично разрушился и сгорел. Все 18 человек на борту погибли.

## Причины
Расследование осложнялось тем, что в бортовом самописце САРПП-12ВМ отсутствовала кассета с плёнкой. Дело в том, что на авиатехнической базе аэропорта Бабушера (Сухуми) отсутствовала плёнка, поэтому, в соответствии с указанием главного инженера Грузинского управления гражданской авиации, самолёт был допущен к полёту с незаряженным регистратором. Что до барограммы, то она сгорела в пожаре.
Как было установлено, на маршруте фактическая высота слоисто-кучевых и кучево-дождевых  облаков составляла 700—1000 метров, имелись отдельные облака с нижней границей 400—500 метров, некоторые горные вершины были закрыты облаками, видимость достигала 10-15 километров и шёл дождь. Кроме того, ветер на самом деле был 150—170° (юго-юго-восточный) с порывами до 12 м/с. Таким образом, комиссия пришла к следующему заключению. Дело в том, что расчётный курс следования на траверз мыса Идокопас составлял 129°. Но с поправкой на ветер, который согласно прогнозу должен был быть юго-западным, курс самолёта должен был уже 136°, то есть чуть правее и смещён к западу. Вероятно, что пилоты как раз этим курсом и направились, не учтя фактический снос и путевую скорость, иначе бы поняли, что ветер на самом деле относительно них дул не справа, а спереди. Из-за этого авиалайнер на самом деле летел параллельно берегу, уклоняясь влево от трассы, а где-то в 10—12 километрах от Геленджика влетел в облака. Пролетев в облаках минуты полторы-две, экипаж решил, что траверз мыса Идокопас уже пройден, поэтому решили, сохраняя курс, снизиться ниже облаков, чтобы вновь вернуться к визуальному полёту. В процессе снижения пилоты не следили за показаниями радиовысотомера, который показывал их фактическую высоту над местностью, а через некоторое время летящий в облаках самолёт в 2,7 километрах (по другим данным — в 3,7 километрах) левее трассы врезался в гору. Техническая экспертиза показала, что до столкновения с горой авиалайнер был полностью исправен.
В заключении отчёта комиссии причиной катастрофы была названа ошибка экипажа, который нарушил правила визуальных полётов, в том числе не следил за своим местонахождением, а также снизился ниже безопасной высоты полёта, установленной над пролетаемой местностью. Сопутствовало катастрофе то обстоятельство, что на данном маршруте нельзя было вести радиолокационный контроль на всём его протяжении, так как это не позволяли возможности используемых радиолокационных и радиотехнических средств при работе на побережье горной местности.